# Chamobates pusillus
Chamobates pusillus är en kvalsterart som först beskrevs av Berlese 1895.  Chamobates pusillus ingår i släktet Chamobates och familjen Chamobatidae. Inga underarter finns listade i Catalogue of Life.